# Amelia Sinisterra
Amelia Sinisterra (1901–1968) fue una actriz de cine y teatro argentina.

## Carrera
Damita joven de varios elencos teatrales se lució en primeras compañías de grandes de la escena nacional como José Casamayor, César Ratti, Lola Membrives y Angelina Pagano. Con Casamayor actuó en 1926, en la obra Carne de vicio, junto con Gloria Bayardo, Juan Bono y Juan Carlos Marambio Catán, donde este último interpretaba el tango Me miro en tus ojos, de Ricardo Hicken en el Teatro Smart . En 1933 trabajó en la obra El barro humano, estrenado en el Teatro Corrientes por la "Compañía Argentina de Comedia de Pablo Acciardi", con Blanca Podestá, Enrique Roldán y Blanca Vidal.
En cine trabajó en solo un filme durante la época del cine mudo titulado Manuelita Rosas en 1925, dirigido por Ricardo Villarán, junto a Blanca Podestá, Miguel Faust Rocha, Alberto Ballerini, Ricardo Passano y Blanca Vidal.

## Filmografía
- 1925: Manuelita Rosas.

## Teatro
- 1948: La prisionera.
- 1948: Pigmalión, con León Zárate, Blanca Lagrotta, Mario Pocoví, Malisa Zini, Rosa Catá, entre otros. En el Teatro Municipal.
- 1940: El trigo es de Dios, con Francisco Rullán, José de Angelis, Malisa Zini, Angélica López Gamio, León Zárate, entre otros.
- 1933: El barro humano.
- 1928: El organito- en el Teatro Cómico- con Luis Arata, Luisa Vehil, Rosa Catá, Teresa Serrador, Nicolás Fregues, Pepe Arias, Lalo Bouhier, Herminio Yacucci y Enrique Santos Discépolo
- 1926: Carne de vicio.
- 1924: La hermana terca
- 1922: Manuelita Rosas, con Elsa O'Connor, en el Teatro Marconi.